# レーブレヒト (アンハルト＝ベルンブルク＝シャウムブルク＝ホイム侯)
レーブレヒト・フォン・アンハルト＝ベルンブルク（Lebrecht von Anhalt-Bernburg, 1669年6月28日 - 1727年5月17日）は、ドイツの諸侯アンハルト＝ベルンブルク家の侯子で、同家の分流アンハルト＝ベルンブルク＝シャウムブルク＝ホイム家の初代侯。

## 生涯
アンハルト＝ベルンブルク侯ヴィクトル1世・アマデウスとその妻でプファルツ＝ツヴァイブリュッケン公フリードリヒの娘であるエリーザベト（1642年 - 1677年）の間の次男。高度な教育を授けられ、グランドツアーにも赴いた。1683年、同族のアンハルト＝デッサウ侯ヨハン・ゲオルク2世とともに大トルコ戦争に従軍。大同盟戦争中の1689年、皇帝軍に招集されていたアンハルト諸侯軍を引き連れて皇帝軍から離脱し、ヘッセン軍に所属した。ハンガリーやライン川流域での戦いに参加した。
1690年9月、父ヴィクトル1世・アマデウスと、ナッサウ＝シャウムブルク侯アドルフの未亡人シャルロッテの間で、両者の子であるレーブレヒトとナッサウ＝シャウムブルク侯女シャルロッテとの婚姻協定が成立した。2年後、2人の婚姻成立と同時にアンハルト家の新しい分流アンハルト＝ベルンブルク＝シャウムブルク＝ホイム家が生まれた。同家の家領は以下の所領で構成されていた。夫方のアンハルト＝ベルンブルク家側からは、1692年ベルレーベンとハウス・ツァイツの地所が、1707年ホイムの代官所が分与された。妻方のシャウムブルク家側の分与は、当初デルンベルクとラウレンブルクに限られていた。妻方の所有する帝国直属身分のホルツァッペル伯領は、レーブレヒトと義母の共同統治とされたが、1700年6月にレーブレヒト側が正式な謝罪をするまで両者の間には緊張が続いた。
兄カール・フリードリヒは、父が長子相続制を導入したにもかかわらずレーブレヒトに家領の一部を分与したことに強い不満を持ち、弟に軍事的圧迫を加え、ホイムの所領を包囲するなどした。
1700年に最初の妻シャルロッテが死んだとき、レーブレヒトは妻方シャウムブルク侯家の相続者の地位を確保することに失敗した。ホルツァッペル伯領は彼の長男が相続し、長男はさらに1707年シャウムブルク城とその付属荘園をも母方祖母から受け継いだ。レーブレヒトもシャウムブルク城に同居したが、1721年にホイム城が完成するとそちらに移っている。
2番目の妻を亡くした後、1725年下級貴族の娘ゾフィー・フォン・インガースレーベンと身分違いの結婚をした。レーブレヒトはウィーンの宮廷顧問官会議に請願し、この若い妻が「諸侯家の妃殿下」の敬称を使用する許可をもらっているが、ゾフィーは結婚の翌年に死去した。1727年のレーブレヒトの死により、アンハルト家とシャウムブルク家の分裂した所領は長男の元に統合され、アンハルト＝ベルンブルク＝シャウムブルク＝ホイム家領が成立した。

## 結婚と子女
1692年4月12日にナッサウ＝シャウムブルク侯女シャルロッテ（1673年 - 1700年）と最初の結婚をし、5人の子をもうけた。
- ヴィクトル・アマデウス・アドルフ（1693年 - 1772年） - アンハルト＝ベルンブルク＝シャウムブルク＝ホイム侯
- フリードリヒ・ヴィルヘルム（1695年 - 1712年） - スペイン継承戦争中ドゥナの戦いで戦死
- エリーザベト・シャルロッテ（1696年 - 1754年）
- クリスティアン（1698年 - 1720年） - 皇帝軍中佐、四国同盟戦争中パレルモで戦死
- ヴィクトリア・ヘートヴィヒ（1700年 - 1701年）

1702年6月27日に男爵令嬢エーバーハルディーネ・フォン・ヴェーデ（1682年 - 1724年）と2度目の結婚をした。妻の身分が低いため、皇帝政府に働きかけて帝国女伯に昇叙してもらい、身分の釣り合いをとった。間に6人の子をもうけた。
- ヴィクトリア・ゾフィー（1704年）
- シャルロッテ・ヴィルヘルミーネ（1704年 - 1766年） - 1724年ヘッセン＝フィリップスタール＝バルヒフェルト方伯ヴィルヘルムと結婚
- ヨハン・ゲオルク（1705年 - 1706年）
- ヨーゼフ・カール（1706年 - 1737年）
- ゾフィー・クリスティーネ・エーバーハルディーネ（1710年 - 1784年） - 1728年シュヴァルツブルク＝ゾンダースハウゼン＝ノイシュタット侯クリスティアンと結婚
- ヴィクトル・レーブレヒト（1711年 - 1737年）

1725年9月24日にゾフィー・フォン・インガースレーベン（1690年頃 - 1726年）と3度目の結婚をした。彼女との間に子はいない。